# Чемпіонат Азії з легкої атлетики
Чемпіонат Азії з легкої атлетики — найпрестижніше в азійському легкоатлетичному календарі міжнародне змагання, що проводиться раз на два роки Легкоатлетичною асоціацією Азії.

## Із історії проведення
Вперше чемпіонат був проведений 1973 року на Філіппінах. Відтоді змагання організовуються кожні два роки, за деякими винятками.
Чемпіонат 1977 року був скасований ІААФ з політичних мотивів навколо участі у першості легкоатлетів Ізраїлю на тлі активного на той час арабо-ізраїльського конфлікту, а наступні континентальні чемпіонати (1979—1989) ІААФ понизила у статусі до «Азійської легкоатлетичної зустрічі» (англ. Asian Track and Field Meeting). Статус континентальної першості був поновлений, відколи Ізраїль приєднався до Європейської легкоатлетичної асоціації, а його легкоатлети почали виступати на європейських, а не азійських континентальних першостях.

## Сучасна програма

### Основний чемпіонат
Сучасна програма основного чемпіонату включає 45 дисциплін — по 22 види у чоловіків та жінок, як змагаються окремо, та змішаний естафетний біг 4×400 метрів, в якому кожний естафетний квартет складається з двох жінок та двох чоловіків.
Чоловічу та жіночу програми складають наступні дисципліни:
- біг на 100, 200, 400, 800, 1500, 5000, 10000 метрів;
- бар'єрний біг на 110 (100 — у жінок) та 400 метрів;
- біг на 3000 метрів з перешкодами;
- естафетний біг 4×100 та 4×400 метрів;
- шосейна спортивна ходьба на 20 кілометрів — паралельно з цим проводиться окремий чемпіонат Азії з цієї дисципліни;
- стрибки в довжину, потрійним, у висоту та з жердиною;
- метання диска. молота, списа та штовхання ядра;
- десятиборство (у чоловіків) та семиборство (у жінок).

### Окремі чемпіонати
Також просто неба проводяться окремі чемпіонати Азії з визначених дисциплін легкої атлетики (як в роки проведення основних чемпіонатів, так і в інші роки):
- із 1988 — марафонський біг;
- із 1991 — кросовий біг;
- із 2006 — шосейна спортивна ходьба на 20 кілометрів;
- із 2023 — напівмарафон.

## Основні чемпіонати
| Чемпіонат | Рік  | Місто        | Країна         | Дата                    | Місце проведення                 | Дисциплін | Країн | Спортсменів | Лідер медального заліку |
| --------- | ---- | ------------ | -------------- | ----------------------- | -------------------------------- | --------- | ----- | ----------- | ----------------------- |
| 1         | 1973 | Марікіна     | Філіппіни      | 18–23 листопада         | Спортивний центр Родрігеса       | 37        |       |             | Японія                  |
| 2         | 1975 | Сеул         | Південна Корея | 9–14 червня             | Тондемун                         | 39        |       |             | Японія                  |
| 3         | 1979 | Токіо        | Японія         | 31 травня — 3 червня    | Національний стадіон             | 38        |       |             | Японія                  |
| 4         | 1981 | Токіо        | Японія         | 5–7 червня              | Національний стадіон             | 37        |       |             | Японія                  |
| 5         | 1983 | Ель-Кувейт   | Кувейт         | 3–9 листопада           | Національний стадіон             | 38        |       |             | КНР                     |
| 6         | 1985 | Джакарта     | Індія          | 25–29 вересня           | Гелора Сеноян                    | 42        |       |             | КНР                     |
| 7         | 1987 | Сінгапур     | Сінгапур       | 22–26 липня             | Національний стадіон             | 40        |       |             | КНР                     |
| 8         | 1989 | Нью-Делі     | Індія          | 14–19 листопада         | Стадіон Джавахарлала Неру        | 40        |       |             | КНР                     |
| 9         | 1991 | Куала-Лумпур | Малайзія       | 19–23 жовтня            | Мердека                          | 40        |       |             | КНР                     |
| 10        | 1993 | Маніла       | Філіппіни      | 30 листопада — 4 грудня | Меморіальний стадіон Рісаля      | 41        |       |             | КНР                     |
| 11        | 1995 | Джакарта     | Індія          | 20–24 вересня           | Гелора Сеноян                    | 41        |       |             | КНР                     |
| 12        | 1998 | Фукуока      | Японія         | 19–22 липня             | Гакатаноморі                     | 43        |       |             | КНР                     |
| 13        | 2000 | Джакарта     | Індія          | 28–31 серпня            | Гелора Сеноян                    | 43        | 37    | 441         | КНР                     |
| 14        | 2002 | Коломбо      | Шрі-Ланка      | 9–12 серпня             | Сугатадхадаса                    | 43        |       |             | КНР                     |
| 15        | 2003 | Маніла       | Філіппіни      | 20–23 вересня           | Меморіальний стадіон Рісаля      | 43        |       |             | КНР                     |
| 16        | 2005 | Інчхон       | Південна Корея | 1–4 вересня             | Інчхон Мунхак                    | 43        | 35    | 536         | КНР                     |
| 17        | 2007 | Амман        | Йорданія       | 25–29 липня             | Інтернаціональний стадіон        | 44        | 34    |             | КНР                     |
| 18        | 2009 | Гуанчжоу     | КНР            | 10–14 листопада         | Гуандун                          | 44        | 37    | 505         | КНР                     |
| 19        | 2011 | Кобе         | Японія         | 7–10 липня              | Меморіальний стадіон Універсіади | 42        | 40    | 464         | КНР                     |
| 20        | 2013 | Пуне         | Індія          | 3–7 липня               | Шрі Шив Чхатрапаті               | 42        | 42    | 522         | КНР                     |
| 21        | 2015 | Ухань        | КНР            | 3–7 червня              | Спортивний центр Уханя           | 42        | 40    | 497         | КНР                     |
| 22        | 2017 | Бхубанешвар  | Індія          | 5–9 липня               | Калінга                          | 42        | 41    | 560         | Індія                   |
| 23        | 2019 | Доха         | Катар          | 21–24 квітня            | Халіфа                           | 43        | 42    | 595         | Бахрейн                 |
| 24        | 2023 | Бангкок      | Таїланд        | 12-16 липня             | Супхачаласай                     | 45        | 42    | 728         | Японія                  |
| 25        | 2025 | Кумі         | Південна Корея | 27-31 травня            | Громадський стадіон              | 45        | 39    |             | КНР                     |
| 26        | 2027 | Сямень       | КНР            |                         |                                  |           |       |             |                         |

## Медальний залік
За підсумками чемпіонатів 1973—2023 років.
| Місце                | Країна               | Золото | Срібло | Бронза | Загалом |
| -------------------- | -------------------- | ------ | ------ | ------ | ------- |
| 1                    | КНР                  | 325    | 227    | 126    | 678     |
| 2                    | Японія               | 172    | 206    | 231    | 609     |
| 3                    | Індія                | 94     | 120    | 140    | 354     |
| 4                    | Катар                | 65     | 40     | 42     | 147     |
| 5                    | Казахстан            | 35     | 38     | 46     | 119     |
| 6                    | Бахрейн              | 32     | 27     | 16     | 75      |
| 7                    | Південна Корея       | 28     | 58     | 66     | 152     |
| 8                    | Саудівська Аравія    | 28     | 23     | 13     | 64      |
| 9                    | Таїланд              | 26     | 31     | 30     | 87      |
| 10                   | Шрі-Ланка            | 22     | 20     | 24     | 66      |
| 11                   | Узбекистан           | 20     | 29     | 22     | 71      |
| 12                   | Китайський Тайбей    | 18     | 41     | 62     | 121     |
| 13                   | Іран                 | 18     | 18     | 22     | 58      |
| 14                   | Кувейт               | 16     | 19     | 9      | 44      |
| 15                   | Філіппіни            | 15     | 11     | 18     | 44      |
| 16                   | Північна Корея       | 12     | 11     | 23     | 46      |
| 17                   | В'єтнам              | 9      | 4      | 7      | 20      |
| 18                   | Киргизстан           | 8      | 2      | 5      | 15      |
| 19                   | Малайзія             | 6      | 16     | 27     | 49      |
| 20                   | ОАЕ                  | 6      | 4      | 3      | 13      |
| 21                   | Ірак                 | 5      | 9      | 9      | 23      |
| 22                   | Таджикистан          | 5      | 2      | 1      | 8       |
| 23                   | Сирія                | 3      | 2      | 6      | 11      |
| 24                   | М'янма               | 3      | 2      | 4      | 9       |
| 25                   | Ізраїль              | 3      | 1      | 4      | 8       |
| 26                   | Сінгапур             | 2      | 8      | 5      | 15      |
| 27                   | Пакистан             | 2      | 3      | 3      | 8       |
| 28                   | Індонезія            | 1      | 9      | 9      | 19      |
| 29                   | Гонконг              | 1      | 5      | 2      | 8       |
| 30                   | Оман                 | 1      | 2      | 4      | 7       |
| 31                   | Йорданія             | 1      | 1      | 3      | 5       |
| 32                   | Азербайджан          | 1      | 1      | 1      | 3       |
| 33                   | Туркменістан         | 1      | 1      | 0      | 2       |
| 34                   | Ліван                | 0      | 2      | 2      | 4       |
| 35                   | Монголія             | 0      | 1      | 1      | 2       |
| 36                   | Непал                | 0      | 0      | 2      | 2       |
| 36                   | Камбоджа             | 0      | 0      | 2      | 2       |
| Загалом (37 збірних) | Загалом (37 збірних) | 984    | 994    | 990    | 2968    |